# Иванов, Илья Данилович
Илья Данилович Иванов (1916 — 1981) — старшина Советской Армии, участник Великой Отечественной войны, Герой Советского Союза (1943).

## Биография
Родился 3 августа 1916 года в селе Овсянниково (ныне — Целинный район Алтайского края). Получил начальное образование, после чего работал в колхозе. В 1937 году был призван на службу в Рабоче-крестьянскую Красную Армию. Участвовал в боях у озера Хасан. В 1938 году был демобилизован. Вернулся на родину, окончил курсы трактористов, работал трактористом в колхозе.
В июне 1941 года повторно был призван в армию. С июля того же года — на фронтах Великой Отечественной войны. Принимал участие в боях на Западном, Центральном, 1-м и 4-м Украинском фронтах, два раза был ранен. К сентябрю 1943 года сержант командовал пулемётным расчётом 574-го стрелкового полка 121-й стрелковой дивизии 60-й армии Центрального фронта. Отличился во время битвы за Днепр.
29 сентября 1943 года расчёт И. Иванова переправился через Днепр в районе села Ясногородка Вышгородского района Киевской области Украинской ССР и принял активное участие в боях за плацдарм на его западном берегу, отразив несколько немецких контратак.
Указом Президиума Верховного Совета СССР от 17 октября 1943 года за «умелое выполнение боевых задач, отвагу и мужество, проявленное в боях за Днепр» сержант Илья Иванов был удостоен звания Героя Советского Союза с вручением ордена Ленина и медали «Золотая Звезда» за номером 4941.
В дальнейшем участвовал в освобождении Украинской ССР, Польши и Чехословакии. В 1946 году в звании старшины был демобилизован. Вернулся на родину, продолжал работать в колхозе, совхозе. Умер 19 марта 1981 года, похоронен в селе Солтон.
Был также награждён рядом медалей.

## Награды
- Медаль «Золотая Звезда» (17.10.1943)[2]
- Орден Ленина (17.10.1943)
- Орден Отечественной войны II степени  (28.01.1945)[3]
- Медаль За оборону Сталинграда (20.12.1942)[3]
- Медаль За победу над Германией в Великой Отечественной войне 1941—1945 гг. (09.05.1945)[3]